# Георги Неговански
Георги Неговански, известен като капитан Георги, е български революционер от Македония.

## Биография
Роден е в леринското село Негован, тогава в Османската империя (днес Фламбуро, Гърция). По произход е албанец християнин. Участва в четническото движение в края на 1870-те, началото на 1880-те години заедно със Стефо Николов, Георги Караискаки и Георги Кацарея. Сблъсква се с Дончо Златков в кратка битка, но след това се сприятеляват. Георги Неговански работи в Петричко, но след като турци убиват сина му, събира чета в 1901 година и обикаля Пирин. За зимата се отправя към България, но е заловен в село Лешко от революционери на ВМОРО, където искат да го убият, за да не издаде провеждащата се в близост отвличане на Елън Мария Стоун. Спасява го слухът за битката му с върховисткия войвода Дончо Златков.